# 香蘭村
22°34′39″N 120°59′00″E / 22.577591°N 120.983215°E
香蘭村，是臺灣臺東縣太麻里鄉所轄的9個村之一，地理位置位於台東縣太麻里鄉中心位置，現有佛教寺廟2座、基督教堂1座、耶和華教堂1座，以農工商漁民居多，每年定期舉辦廟會活動及原住民排灣族、阿美族豐年祭活動，境內有香蘭遺址。

## 部落
轄內有三個部落（舊香蘭、拉勞蘭、沙薩拉克），境內原住民主要為排灣族與阿美族：
- 拉勞蘭 Lalauran：排灣族
- 沙薩拉克 Sasaljak：阿美族

## 交通

### 公路
- 台9線南迴公路

### 客運
- 東台灣客運

### 鐵路
- 香蘭車站 (已廢站)